# The End of the End
The End of the End (englisch für „Das Ende des Endes“) ist ein Lied des britischen Musikers und Ex-Beatles Paul McCartney aus dem Jahr 2007. Es erschien auf dem Album Memory Almost Full.

## Hintergrund
McCartney erinnert sich: “An Irish woman wished me well by saying, ‘I wish you a good death,’ […]” („Eine irische Frau wünschte mir alles Gute, indem sie sagte ‚Ich wünsche dir einen guten Tod,‘ […]“). Und so schrieb er einen Song über seinen eigenen Tod, nachdem sein früherer Band-Kollege Harrison das Thema Sterben bereits 1970 im Song Art of Dying bearbeitet hatte. Der Titel scheint eine Anspielung auf den früheren Beatles-Song The End zu sein.

## Komposition
Das Lied ist in A-Dur und F-Dur notiert und dauert 2:57 min; das Tempo wird mit „82 bpm“ angegeben. Das Lied hat die Struktur Refrain – Strophe – Refrain – Strophe – Refrain. Vom Genre her ist der Song eine Ballade.

## Text
McCartney sieht im Tod den Beginn einer Reise zu einem viel besseren Ort (als dem irdischen) (“It's the start of a journey / To a much better place”). Er möchte, dass an seinem Todestag Witze erzählt und Glocken geläutet werden. (“On the day that I die / I'd like jokes to be told […] I'd like bells to be rung”), denn es gebe keinen Grund, traurig zu sein oder zu weinen (“No need to be sad […] No reason to cry”).

## Besetzung
- Paul McCartney: Klavier, Synthesizer, Gesang
- Unbekannte Musiker: Streichinstrumente[7]

## Aufnahmen
Die Aufnahmen fanden bereits im Februar 2004 in den Abbey Road Studios in London statt. Produzent war David Kahne.

## Veröffentlichung
The End of the End erschien auf der LP Memory Almost Full am Montag, den 4. Juni 2007.

## Kritiken
“He pleaded for celebration rather than mourning […].”

„Er plädierte dafür, zu feiern statt zu trauern [...].“

“[…] this is one of McCartney's most moving solo songs.”

„[…] dies ist einer von McCartneys bewegendsten Solo-Songs“

“This is McCartney's musical last will and testament.”

„Das ist McCartneys letzter musikalischer Wille und Testament.“

“[…] if he sounds frightened - which he does, even when trying to whistle - who can blame him?”

„[...] wenn er sich ängstlich anhört - und das tut er, selbst wenn er versucht zu pfeifen - wer kann es ihm verdenken?“

“[…] it was Paul putting a sunny face on even his own memorial”

„[…] es war Paul, der sogar seiner eigenen Gedenkfeier ein sonniges Gesicht gab“

„Dass McCartney trotz Pfeifens ängstlich klinge […], ist nicht nachzuvollziehen […]“